# Robert Martey
Robert Martey (* 27. Dezember 1984) ist ein ghanaischer Weitspringer.
2004 wurde er bei den Leichtathletik-Afrikameisterschaften in Brazzaville Siebter, und 2006 schied er bei den Commonwealth Games in Melbourne in der Qualifikation aus.
Bei weiteren Teilnahmen an den Afrikameisterschaften wurde er 2008 in Addis Abeba Achter und 2010 in Nairobi sowie 2012 in Porto-Novo jeweils Siebter.
2014 wurde er Vierter bei den Afrikameisterschaften in Marrakesch und Sechster beim Leichtathletik-Continentalcup in Marrakesch.
Seine persönliche Bestleistung von 7,92 m stellte er am 8. Juli 2011 in Rhede auf.